# كردكوي
كردكوي (بالفارسية: کردکوی) هي مدينة تقع في إيران في قسم. يقدر عدد سكانها بـ 28,991 نسمة .

## أعلام
- أبو ذر رحيمي
- رضا ميرزايي